# Amy Sherald
Amy Sherald (* 30. August 1973 in Baltimore) ist eine US-amerikanische Malerin. Bekannt wurde Sherald als Porträtmalerin. Die Wahl ihrer Motive soll das Genre des amerikanischen kunsthistorischen Realismus erweitern. Dazu erzählt sie afroamerikanische Geschichten in ihrer eigenen Tradition. 2018 erhielt Sherald als erste afroamerikanische Malerin den Auftrag, das offizielle Porträt einer First Lady zu malen.

## Ausbildung
1997 begann Sherald ein Bachelor-of-Arts-Studium der Malerei an der privaten Clark Atlanta University. Nach ihrer Ausbildung am Spelman College bei dem Kunstprofessor Arturo Lindsay besuchte sie das Maryland Institute College of Art und begann 2004 ein Master-of-Fine-Arts-Studium der Malerei. Dies setzte sie bei dem Maler Odd Nerdrum im norwegischen Larvik fort.

## Karriere
Ein Schwerpunkt von Sheralds Gemälden beschäftigte sich mit der ethnischen Herkunft und der Identität im amerikanischen Süden. Die Erfahrungen, die sie als einer der wenigen schwarzen Schüler an einer Privatschule sammelte, beeinflussten ihre Arbeit sehr. Ihre ersten Selbstporträts zeigten sie mit kahlem Kopf. In ihrer nachfolgenden Arbeit beschäftigte sie sich mit Ideen, die Zirkus und Phantasie erforschen.
2016 erhielt sie den Outwin Boochever Portrait Competition-Preis der National Portrait Gallery (Washington) für ihre figurative Malerei, die die New York Times als „stilisierten Realismus“ bezeichnete. Zwei Jahre später wurde Sherald mit dem David-C.-Driskell-Preis des High Museum of Art in Atlanta ausgezeichnet.

### Michelle-Obama-Porträt
Sherald war die erste afroamerikanische Frau, die ein offizielles Porträt einer First Lady malte. Am 12. Februar 2018 wurde in der National Portrait Gallery das offizielle Porträt von Michelle Obama enthüllt. Während der Doppelzeremonie, an der das ehemalige Präsidentenpaar Barack und Michelle Obama teilnahm, wurde Sherald zusammen mit Kehinde Wiley als erste schwarze Künstler ausgezeichnet, die für die National Portrait Gallery offizielle Präsidentenporträts schufen. Weiterhin wurden sie dafür geehrt, dass sie sich verstärkt der afroamerikanischen Porträtkunst widmen. Der Kunstkritiker Holland Cotter hob in seiner Rezension hervor, dass in den Arbeiten der beiden Künstler sich Realität und Fiktion vermischen.

### Afroamerikanische Kultur
Sherald bedient sich des traditionellen amerikanischen Realismus und verwandelt das Medium Porträt, um unerwartete Geschichten zu entwickeln. Ihr Ziel ist es, das „schwarze Erbe“ in der Geschichte der amerikanischen Kunst zentral zu positionieren und die Besucher zu einer intensiven und umfassenden Diskussion zu verbreiteten Vorstellungen über deren Darstellung herauszufordern.
Während Sheralds Modelle immer afroamerikanischer Abstammung sind, malt sie ihre eigene Hautfarbe immer in Grisaille, also einem Grauton. So soll durch die fehlende Farbe die Wahrnehmung von schwarzer Identität direkt herausgefordert werden. Die Künstlerin versucht damit, die Hautfarbe als Grundlage für eine ethnische Zuschreibung auszuschließen. Durch ihre gründlich überlegten und kontrollierten Kompositionen gelingt es der Künstlerin, ihre Modelle freizulassen.
In einer Veröffentlichung von Hauser & Wirth beschreibt Sherald, dass sie sich von dem Druck befreit fühle, für weiße Leute auftreten zu müssen. „Wenn Sie sich mit einem Gemälde beschäftigen, gehen Sie tief in seine Geschichte. Der Blick verändert sich. Ich denke an meine Mutter und besonders meinen Vater, die beide in den 30er und 40er Jahren im tiefen Süden aufgewachsen sind und viel Glück hatten, nicht ermordet zu werden. Ich habe viel über die Lynchmorde gelesen und die Gründe, warum insbesondere Männer ermordet worden sind. Manchmal nur, weil sie einer weißen Frau begegnet sind und nur einen zufälligen Blick ausgetauscht haben. Für mich war das eine Idee, wie mächtig ein Blick wirklich ist. Ich halte dies nicht für selbstverständlich.“

### Baltimore
Sherald lebt in Baltimore. Dort dokumentiert sie eindrucksvoll aktuelle afroamerikanische Erfahrungen in den Vereinigten Staaten. Dabei arbeitet sie häufig mit fremden Menschen, denen sie auf der Straße begegnet.

## Weiteres Wirken
Sherald nahm 1997 am internationalen Artist-in-Residence-Programm des Spelman College in Portobelo (Panama) teil. Sie organisierte und leitete Shows im Museo de Arte Contemporaneo und auf der South American Biennale 1999 in Lima und unterrichtete Kunst im Baltimore City Detention Center. 2008 wirkte sie im Tong Xion Art Center in Peking.

## Privates
Im Alter von 31 Jahren wurde bei Sherald eine kongestive Herzinsuffizienz diagnostiziert. Am 18. Dezember 2012 erhielt sie mit 39 Jahren eine Herztransplantation.

## Ausstellungen
- 2011: The Magical Realism of Amy Sherald, University of North Carolina at Chapel Hill, Sonja Haynes Stone Center, Chapel Hill, North Carolina[13]
- 2013: Reginald F. Lewis Museum of Maryland African-American History & Culture, Baltimore, Maryland[14]
- 2016: The Outwin 2016: American Portraiture Today, National Portrait Gallery, Washington D.C.[15]
- 2017: Fictions, Studio Museum of Harlem, New York, NY[16]
- 2018: Amy Sherald, Contemporary Art Museum Saint Louis, Saint Louis, Missouri[17]
- 2018: Amy Sherald, Crystal Bridges Museum of American Art, Bentonville, Arkansas[18]
- 2019: Amy Sherald, Spelman College Museum of Fine Art, Atlanta, Georgia[19]

## Öffentliche Sammlungen
- Smithsonian National Portrait Gallery Washington, D.C.[5]
- Nasher Museum of Art, Durham, North Carolina[5]
- Smithsonian National Museum of African American History and Culture, Washington D.C.[5]
- National Museum of Women in the Arts, Washington, D.C[5]
- Kemper Museum of Contemporary Art, Kansas City, Missouri
- Embassy of the United States, Dakar, Senegal
- The Columbus Museum, Columbus, Georgia
- FTI Technologies Inc., Baltimore, Maryland